# Ocean Grove (Massachusetts)
Ocean Grove é um lugar designado pelo censo localizado no condado de Bristol no estado estadounidense de Massachusetts. No Censo de 2010 tinha uma população de 2.811 habitantes e uma densidade populacional de 1.344,9 pessoas por km².

## Geografia
Ocean Grove encontra-se localizado nas coordenadas 41° 43′ 44″ N, 71° 12′ 33″ O. Segundo a Departamento do Censo dos Estados Unidos, Ocean Grove tem uma superfície total de 2.09 km², da qual 1.71 km² correspondem a terra firme e (18.09%) 0.38 km² é água.

## Demografia
Segundo o censo de 2010, tinha 2.811 pessoas residindo em Ocean Grove. A densidade populacional era de 1.344,9 hab./km². Dos 2.811 habitantes, Ocean Grove estava composto pelo 98.29% brancos, o 0.68% eram afroamericanos, o 0.07% eram amerindios, o 0.21% eram asiáticos, o 0% eram insulares do Pacífico, o 0.07% eram de outras raças e o 0.68% pertenciam a duas ou mais raças. Do total da população o 0.5% eram hispanos ou latinos de qualquer raça.